# Río Vorotán
El río Vorotán (en armenio: Որոտան, en azerí Bazarçay) es un afluente del río Aras, en Transcaucasia, el Cáucaso meridional. Nace a más de 3000 m de altura, en el lago Zalkha, que recibe las aguas del altiplano de Karabaj, en Nagorno Karabaj, Azerbaiyán. Después de un corto recorrido hacia el oeste entra en Armenia, donde recorre 119 km en su mayor parte hacia el sudeste, y entra de nuevo en Azerbaiyán, donde recorre 59 km más antes de alcanzar el río Aras en el embalse de Khoda Afarin, en la frontera con Irán.

## Vorotan Cascade
El río atraviesa una región muy montañosa y varios profundos cañones. Durante su recorrido desciende una fuerte pendiente que se ha aprovechado para construir una cadena de tres centrales hidroeléctricas, el Complejo Hidroeléctrico de Vorotán o Vorotan Cascade, y varios embalses. La primera central, Spandaryan, está alimentada por el embalse del mismo nombre, a 2.060 m de altitud, con un tubo de 8,1 km de longitud y una caída final de 2,1 km. Desde el embalse se ha construido un largo túnel, el túnel de Vorotán-Arpa, para desplazar agua hacia el oeste, hasta el lago Sevan, con el fin de regular el Complejo Hidroeléctrico de Sevan–Hrazdan.
La segunda central, Shamb, está alimentada por un sistema de dos embalses: Angeghakot (1.670 m), en el río Vorotán, y Tolors (1650 m), en el río Sisian, afluente del Vorotán, que se une a este en la ciudad de Sisian. Un largo túnel de 10,5 km une los dos embalses, y desde el de Tolors el agua baja por una tubería de 7 km hasta la central eléctrica de Shamb, a 1350 m, por debajo de la cual se ha construido otro embalse, el de Shamb, también llamado de Tatev, a 1.335 m, que se utiliza para alimentar mediante un tubo de gravedad de 18,4 km la central de Tatev, a 730 m de altitud, cerca de la frontera con Azerbaiyán.
Por encima del embalse de Spandaryan se encuentra el collado o paso de Vorotán, que permite superar las montañas Zangezur y acceder al norte del país.

## Recorrido
A lo largo de su recorrido, el río Vorotán pasa junto a las comunidades de Spandaryan; Shagat, donde recibe al río Araglijur; Balak y Angeghakot, Shaki, donde hay una cascada famosa en otro afluente, el río Shaki; Sisian, donde recibe al río Sisian por la derecha, que posee en embalse de Tolors, y al río Dar, por la izquierda, poco importante si no fuera por el yacimiento megalítico de Karahunj; Aghitu; Vorotán, cerca de Sisian; Shamb, con el embalse y la central eléctrica; Tatev, con el monasterio de Tatev y el puente del Diablo; Halidzor, y la central eléctrica de Tatev, en otra comunidad rural también llamada Vorotán, cerca de Goris. Luego, entra en Azerbaiyán, donde atraviesa las localidades de Mahmudlu, Gubadli, Kumairi, donde recibe al río Hakari, Joyahan, Yervandakert y otras pequeñas aldeas antes de desembocar en el río Aras, en la frontera con Irán, a la entrada del embalse de Khoda Afarin.